# Menegazzia nothofagi
Menegazzia nothofagi är en lavart som först beskrevs av Alexander Zahlbruckner, och fick sitt nu gällande namn av P. James & D. J. Galloway. Menegazzia nothofagi ingår i släktet Menegazzia och familjen Parmeliaceae.   Inga underarter finns listade i Catalogue of Life.